# Jean de Heinzelin de Braucourt

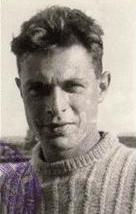
Jean de Heinzelin de Braucourt

Jean de Heinzelin de Braucourt (Marchienne-au-Pont, 6 augustus 1920 – Brussel, 4 november 1998) was een Belgisch geoloog die voornamelijk in Afrika werkte. Hij was werkzaam aan de universiteit van Gent en van Brussel. Sinds 1946 was hij verbonden aan het Koninklijk Belgisch Instituut voor Natuurwetenschappen.
De Heinzelin de Braucourt kreeg in 1960 internationale bekendheid door de ontdekking van de oudste wiskundige vondst ter wereld: het Ishango-beentje.
- Bibliothèque nationale de France: cb124250311 (data)
- Gemeinsame Normdatei: 12904198X
- International Standard Name Identifier: 0000 0000 8006 4389
- Library of Congress Control Number: n92048228
- Nationale Bibliotheek van Israël: 987007272063205171
- Nederlandse Thesaurus van Auteursnamen: 068963130
- Système universitaire de documentation: 033378568
- Virtual International Authority File: 91708739
- WorldCat: E39PBJwxJdrrVbCgFFDTHQq4v3